# West Indies Cricket Team in Indien in der Saison 2018/19
Die Tour des West Indies Cricket Teams nach Indien in der Saison 2017/18 fand vom 4. Oktober bis zum 11. November 2018 statt. Die internationale Cricket-Tour war Bestandteil der Internationalen Cricket-Saison 2018/19 und umfasste zwei Tests, fünf ODIs und drei Twenty20s. Indien gewann die Test- und die Twenty20-Serie 2–0 und die ODI-Serie 3–1.

## Vorgeschichte
Für beide Teams war es die erste Tour der Saison. Das letzte Aufeinandertreffen der beiden Mannschaften bei einer Tour fand in der Saison 2014/15 in den West Indies statt.

## Stadien
Die folgenden Stadien waren für die Tour als Austragungsort vorgesehen und wurden am 4. September 2018 bekanntgegeben.
| Stadion                                                              | Stadt              | Kapazität | Spiele  |
| -------------------------------------------------------------------- | ------------------ | --------- | ------- |
| M. A. Chidambaram Stadium                                            | Chennai            | 46.000    | 3. T20  |
| Barsapara Stadium                                                    | Guwahati           | 40.000    | 1. ODI  |
| Rajiv Gandhi International Cricket Stadium                           | Hyderabad          | 55.000    | 2. Test |
| Eden Gardens                                                         | Kolkata            | 82.000    | 1. T20  |
| Bharat Ratna Shri Atal Bihari Vajpayee International Cricket Stadium | Lucknow            | 25.000    | 2. T20  |
| Brabourne Stadium                                                    | Mumbai             | 25.000    | 4. ODI  |
| Subrata Roy Sahara Stadium                                           | Pune               | 42.000    | 3. ODI  |
| Saurashtra Cricket Association Stadium                               | Rajkot             | 28.000    | 1. Test |
| Greenfield International Stadium                                     | Thiruvananthapuram | 50.000    | 5. ODI  |
| ACA-VDCA Cricket Stadium                                             | Visakhapatnam      | 30.000    | 2. ODI  |

## Kaderlisten
Die West Indies benannten ihren Test-Kader am 29. August und seine Limited-Overs-Kader am 8. Oktober 2018.
Indien benannte seinen Test-Kader am 29. September, seinen ODI-Kader am 11. Oktober und seinen Twenty20-Kader am 26. Oktober 2018.
| Test | Test | ODI | ODI | Twenty20 | Twenty20 |
| Indien | West Indies | Indien | West Indies | Indien | West Indies |
| --- | --- | --- | --- | --- | --- |
| - Virat Kohli (K) - Ajinkya Rahane (VK) - Mayank Agarwal - Ravichandran Ashwin - Ravindra Jadeja - Rishabh Pant (wk) - Cheteshwar Pujara - KL Rahul - Mohammed Shami - Prithvi Shaw - Mohammed Siraj - Shardul Thakur - Hanuma Vihari - Kuldeep Yadav - Umesh Yadav | - Jason Holder (K) - Sunil Ambris - Devendra Bishoo - Kraigg Brathwaite - Roston Chase - Shane Dowrich - Shannon Gabriel - Jahmar Hamilton - Shimron Hetmyer - Shai Hope (wk) - Alzarri Joseph - Shermon Lewis - Keemo Paul - Kieran Powell - Kemar Roach - Jomel Warrican | - Virat Kohli (K) - Rohit Sharma (VK) - Khaleel Ahmed - Jasprit Bumrah - Yuzvendra Chahal - Shikhar Dhawan - MS Dhoni (wk) - Ravindra Jadeja - Kedar Jadhav - Bhuvneshwar Kumar - Ambati Rayudu - Manish Pandey - Rishabh Pant - KL Rahul - Mohammed Shami - Shardul Thakur - Kuldeep Yadav - Umesh Yadav | - Jason Holder (K) - Fabian Allen - Sunil Ambris - Devendra Bishoo - Chandrapaul Hemraj - Shimron Hetmyer - Shai Hope (wk) - Alzarri Joseph - Evin Lewis - Obed McCoy - Ashley Nurse - Keemo Paul - Kieran Powell - Rovman Powell - Kemar Roach - Marlon Samuels - Oshane Thomas | - Rohit Sharma (K) - Khaleel Ahmed - Jasprit Bumrah - Yuzvendra Chahal - Shikhar Dhawan - Shreyas Iyer - Dinesh Karthik - Siddarth Kaul - Bhuvneshwar Kumar - Shahbaz Nadeem - Manish Pandey - Krunal Pandya - Rishabh Pant (wk) - KL Rahul - Washington Sundar - Kuldeep Yadav - Umesh Yadav | - Carlos Brathwaite (K) - Fabian Allen - Darren Bravo - Shimron Hetmyer - Shai Hope - Evin Lewis - Obed McCoy - Ashley Nurse - Keemo Paul - Khary Pierre - Kieron Pollard - Nicholas Pooran - Rovman Powell - Denesh Ramdin (wk) - Andre Russell - Sherfane Rutherford - Oshane Thomas |

## Tests

### Erster Test in Rajkot
| 4. – 6. Oktober Scorecard | Rajkot | Indien 649-9d (149.5)                         | – | West Indies 181 (48) & 196 (50.5) (f/o) |
|                           |        | Indien gewinnt mit einem Innings und 272 Runs |   |                                         |

Das Ergebnis war der größte Abstand, mit dem Indien bisher einen Test gewonnen hatte.
Der indische Eröffnungs-Batsman Prithvi Shaw war mit 18 Jahren der jüngste indische Spieler, der bei seinem Test-Debüt ein Century erzielte.

### Zweiter Test in Hyderabad
| 12. – 14. Oktober Scorecard | Hyderabad | West Indies 311 (101.4) & 127 (46.1) | – | Indien 367 (106.4) & 75-0 (16.1) |
|                             |           | Indien gewinnt mit 10 Wickets        |   |                                  |

## One-Day Internationals

### Erstes ODI in Guwahati
| 21. Oktober Scorecard | Guwahati | West Indies 322-8 (50)       | – | Indien 326-2 (42.1) |
|                       |          | Indien gewinnt mit 8 Wickets |   |                     |

### Zweites ODI in Visakhapatnam
| 24. Oktober Scorecard | Visakhapatnam | Indien 321-6 (50) | – | West Indies 321-7 (50) |
|                       |               | Unentschieden     |   |                        |

Am 3. Oktober wurde das Spiel kurzfristig vom Holkar Stadium in Indore nach Visakhapatnam verlegt.
Virat Kohli erzielte in diesem Spiel seinen 10.000sten ODI-Run.

### Drittes ODI in Pune
| 27. Oktober Scorecard | Pune | West Indies 283-9 (50)          | – | Indien 240 (47.4) |
|                       |      | West Indies gewinnt mit 43 Runs |   |                   |

### Viertes ODI in Mumbai
| 29. Oktober Scorecard | Mumbai | Indien 377-5 (50)           | – | West Indies 153 (36.2) |
|                       |        | Indien gewinnt mit 224 Runs |   |                        |

Ursprünglich sollte das Spiel im Wankhede Stadium stattfinden, wurde jedoch aus administrativen Gründen ins benachbarte Brabourne Stadium verlegt.

### Fünftes ODI in Thiruvananthapuram
| 1. November Scorecard | Thiruvananthapuram | West Indies 104 (31.5)       | – | Indien 105-1 (14.5) |
|                       |                    | Indien gewinnt mit 9 Wickets |   |                     |

## Twenty20 Internationals

### Erstes Twenty20 in Kolkata
| 4. November Scorecard | Kolkata | West Indies 109-8 (20)       | – | Indien 110-5 (17.5) |
|                       |         | Indien gewinnt mit 5 Wickets |   |                     |

### Zweites Twenty20 in Lucknow
| 6. November Scorecard | Lucknow | Indien 195-2 (20)          | – | West Indies 124-9 (20) |
|                       |         | Indien gewinnt mit 71 Runs |   |                        |

### Drittes Twenty20 in Chennai
| 11. November Scorecard | Chennai | West Indies 181-3 (20)       | – | Indien 182-4 (20) |
|                        |         | Indien gewinnt mit 6 Wickets |   |                   |